# Carlepont
Carlepont é uma comuna francesa na região administrativa de Altos da França, no departamento de Oise. Estende-se por uma área de 19,54 km². Em 2010 a comuna tinha 1 541 habitantes (densidade: 78,9 hab./km²).